# Béla Nagy (archer)
Pour les articles homonymes, voir Bela Nagy et Nagy.
Béla Nagy (né le 27 juillet 1943 à Budapest en Hongrie) est un archer hongrois.

## Palmarès
- Jeux olympiques
  - 34e à l'individuel homme aux Jeux olympiques d'été de 1972 à Munich.
  - 5e à l'individuel homme aux Jeux olympiques d'été de 1980 à Moscou.